# 河野一郎
河野一郎（日语：河野 一郎/こうの いちろう，1898年6月2日—1965年7月8日），出身於神奈川縣足柄下郡豐川村。日本政治家，是自由民主黨內的實力派國會議員。歷任行政管理廳長官、經濟企劃廳長官、農林大臣、建設大臣等要職，在1960年代初被曾認為是內閣總理大臣的有力人選。逝世後被授予從二位勳一等旭日桐花大綬章。
他的政治影響力十分巨大，其出身地神奈川縣被喻為「河野王國」。其胞弟河野謙三曾任參議院院長；長子河野洋平曾任自民黨總裁、眾議院院長；孫子河野太郎也是眾議院議員。

## 經歷
河野出生於神奈川縣足柄下郡豐川村的一個富農家庭，父親河野治平歷任豐川村長、郡會議員、神奈川縣會議長。先后就讀於神奈川縣立小田原中學校、早稻田大學政治經濟學部。畢業後曾進入朝日新聞社工作。1931年成為犬養毅內閣的農林大臣山本悌二郎的秘書官。1932年在神奈川3區參加眾議院議員總選舉，順利當選。成為眾議员之後，加入了立憲政友會，對愈發的軍人政治進行抗爭。因反對東條英機政府而沒有參加大政翼贊會，不過在1942年的「翼贊選舉」中以非翼贊推薦的身份順利連任。
1943年前後，東條內閣制訂《戰時刑事特別法》以打壓異見聲音，河野和鳩山一郎被迫到輕井澤隱居。終戰後，河野集合舊政友會的正統派成員，以及原立憲民政黨的三木武吉、原中野派的部分人物等組成以鳩山一郎為總裁的日本自由黨，他自己成為自由黨的幹事長，並積極為鳩山內閣的結成四處奔走籌集政治活動經費。1946年，正當自由黨在大選中取得最多議席，準備組成鳩山內閣時，盟軍總部對鳩山的公職追放令下達，自由黨內部協商好由外交大臣吉田茂出任黨總裁兼首相。但是這一決定實在河野完全不知情的情況下達成的，從此河野與吉田的矛盾激發，成為反吉田派的先鋒。
吉田內閣成立後不久，河野也被公職追放；期間，他為弟弟河野謙三等人籌備競選經費，違反了整肅令的要求，被判處了4個月的有期徒刑。
之後，河野由于不滿吉田內閣過于迎合盟軍總部的政策，從1951年8月公職追放令解除開始，就重新致力於建立以鳩山為中心的政權。1952年，河野試圖以福永健司幹事長任命風波為由迫使內閣總辭，但是吉田巧妙地進行「冷不防解散」，度過危機。1953年，河野集合黨內不滿鳩山對吉田妥協的一批人組成了民主化同盟，通過了對通商產業大臣池田勇人的不信任動議，但是很快吉田就因為在國會中的一聲「混蛋」而被迫解散眾議院（混蛋解散），鳩山派以「鳩山派自由黨」的名義參加大選，但是成績很不理想，加上第五次吉田內閣陷入困境，河野加緊對吉田內閣的攻擊。同年，鳩山留下其派系的大多數人馬重返自由黨，但是河野和三木武吉等人堅持留在黨外，於是組成「日本自由黨」，與改進黨一起繼續反吉田。
1954年，改進黨和脫離自由黨的鳩山組成了日本民主黨。同年11月，吉田內閣終於倒台，成立了鳩山內閣，河野掌握著黨政大權，成為鳩山連續三屆內閣中的農林大臣。鳩山內閣的一個重要的外交政策就是實現日蘇關係正常化，以使日本可以早日重返國際社會，加入聯合國。日蘇談判的其中一個重要問題就是漁業爭端，蘇聯威脅要限制北洋漁業，身為農林大臣的河野趕赴莫斯科，堅持強硬的立場，使蘇聯不得退讓，最終使捕魚量問題得到解決。1956年10月19日，鳩山和河野去莫斯科和蘇聯領導人簽署了《日蘇共同宣言》，日蘇正式恢復邦交。
日蘇關係正常化後，鳩山的身體狀況每況愈下，接班人問題成為焦點。石橋湛山和岸信介是最有力的競爭者，河野選擇了支持岸，但是最終石橋在黨內首次正式總裁選舉中勝出。但不久後，石橋也因身體問題辭職，岸接任首相，岸內閣成立後，河野成為黨內主流派的領袖，成為岸內閣中的經濟企劃廳長官，之後又擔任自民黨總務會長。1959年拒絕出任自民黨幹事長，因為他不滿岸內閣在續訂《日美安保條約》上的做法，轉而成為了反主流派。安保條約在眾議院的強行表決中，河野派和三木派缺席。
岸卸任後，河野支持大野伴睦、石井光次郎等「黨人派」對抗「官僚派」代表池田勇人，但大野、石井都在總裁公選中落敗。池田就任首相後的第二年（1961年），邀請河野入閣再次擔任農林大臣，河野說要適應國際形勢變化需要，強化國內體制，接受邀請。1962年，他又出任建設大臣，兼任東京奧運會擔當大臣，期間他積極指導奧運準備工作，還為了解決道路問題和供水問題而親自奔走。
1964年東京奧運成功舉辦之後，池田也因為健康原因而退引。河野和佐藤榮作是池田心中屬意的兩名候選人。河野曾經寄望池田能夠推薦自己成為首相，他還聯合另一位實力派大老藤山愛一郎一起反佐藤，但是佐藤得到財界的大力支持，加上池田和佐藤同屬「吉田學校」的高材生，最終池田還是決定推薦佐藤。佐藤組閣時邀請河野不計前嫌合作，但是遭到河野的婉拒。
1965年7月8日，河野因為腹部大動脈腫瘤逝世，死前他最後一句話是「為這點病而死掉，那怎麼行啊！」得知死訊後，佐藤首相趕往悼念，在其遺體旁痛哭說道：「如今內外重大問題如山，正要借重君之政治敏感性和決斷力……」

## 外部連結
- 國會會議記錄 第46回國會預算委員會第4分科會第2號

| 官衔              | 官衔                                    | 官衔                |
| ----------------- | --------------------------------------- | ------------------- |
| 前任： 中村梅吉   | 建設大臣 第21、22代：1962年—1964年      | 繼任： 小山長規     |
| 前任： 周東英雄   | 農林大臣 第30代：1961年—1962年          | 繼任： 重政誠之     |
| 前任： 宇田耕一   | 經濟企劃廳長官 第5代：1957年—1958年     | 繼任： 三木武夫     |
| 前任： 川島正次郎 | 行政管理廳長官 第14代：1955年—1956年    | 繼任： 大久保留次郎 |
| 前任： 保利茂     | 農林大臣 第20-22代：1954年—1956年       | 繼任： 井出一太郎   |
| 政党职务          |                                         |                     |
| 前任： 佐藤榮作   | 自由民主黨總務會長 第4代：1958年—1959年 | 繼任： 益谷秀次     |
| 前任： 結成       | 春秋會會長 初代：1956年—1965年          | 繼任： 森清         |
| 其他職務          |                                         |                     |
| 前任： 春日弘     | 日本陸上競技連盟會長 第3代：1965年      | 繼任： 河野謙三     |